# 奥出雲おろちループ
奥出雲おろちループ（おくいずもおろちループ）は、島根県仁多郡奥出雲町（国道314号）にあるループ線である。

## 概要
島根県仁多郡奥出雲町（旧横田町）の三井野原と坂根の間を結ぶ三井野原道路（みいのはらどうろ）の一部である。名称の由来は、日本神話に登場する伝説の生物ヤマタノオロチより。
区間長2,360m、区間標高差105m、最小半径100m（1重目）、200m（2重目）の二重ループである。二重ループ区間は、標高の低いほうから順に坂根トンネル、新紅葉橋、冷泉橋、雲龍橋、平家トンネル、雲上橋、新三国橋、新平家橋、三井野大橋の7つの橋と2つのトンネルで構成されている（三井野原道路全体では坂根トンネルの坂根側にある下から延命橋、坂根橋、砂鉄橋、鈩橋と三井野大橋の三井野原側にある稚児が池トンネルを合わせて11の橋と3つのトンネル）。
また、新平家橋と三井野大橋の間の内側ループ側に「道の駅奥出雲おろちループ」が設けられている。

## 歴史
- 1978年（昭和53年） - 事業着手
- 1982年（昭和57年） - 工事着手
- 1992年（平成4年）4月 - 開通